# Linia kolejowa 162 Lučenec – Utekáč
Linia kolejowa 162 Lučenec – Utekáč – linia kolejowa na Słowacji o długości 41 km, łącząca miejscowości Lučenec i Utekáč. Jest to linia jednotorowa oraz niezelektryfikowana.